# Villaggio Prenestino
Villaggio Prenestino è una frazione di Roma Capitale, situata in zona Z. X Lunghezza, nel territorio del Municipio Roma VI.
Sorge fra la via Prenestina a sud e la via di Lunghezza (via Collatina) a nord, lungo la dorsale via del Fosso dell'Osa, tra le frazioni di Villaggio Falcone a ovest, Lunghezza a nord, Castelverde a est e Colle del Sole a sud.

## Architetture religiose
- Chiesa di Sant'Eligio, su via Fosso dell'Osa. Chiesa del XX secolo (1966-67).

Progetto di Aldo Aloysi. Parrocchia eretta il 25 giugno 1963 con il decreto del cardinale vicario Clemente Micara "Succrescente in dies".

## Odonimia
Lungo la dorsale via del Fosso dell'Osa, oltre alla via dedicata al cardinale Federico Tedeschini, troviamo i nomi di comuni e località abruzzesi e molisane.
Comuni dell'Abruzzo
- Acciano, Aielli, Ateleta, Barete, Balsorano, Bugnara, Castel di Sangro, Fontecchio, Massa d'Albe, Rocca di Botte e Rocca di Cambio della provincia dell'Aquila
- Canosa Sannita, Castel Frentano, Cupello, Fara San Martino, Filetto, Frisa, Furci, Gamberale, Gessopalena, Gissi, Lentella, Lettopalena, Montazzoli, Montelapiano, Palena, Pennadomo, Perano, Pizzoferrato, Pollutri, Rapino, Roccaspinalveti, Roio del Sangro, Schiavi di Abruzzo, Tollo, Treglio e Villamagna della provincia di Chieti
- Cugnoli, Elice e Pietranico della provincia di Pescara
- Canzano, Crognaleto, Montefino, Notaresco e Torricella Sicura della provincia di Teramo

Comuni del Molise
- Busso, Castelmauro, Colle d'Anchise, Guardialfiera, Guglionesi, Larino, Mafalda, Montagano, Montecilfone, Montemitro, Roccavivara, Sepino e Vinchiaturo della provincia di Campobasso
- Bagnoli del Trigno, Carpinone, Cerro al Volturno, Macchiagodena, Montaquila, Pescolanciano, Pietrabbondante, Poggio Sannita, Scapoli, Sessano del Molise, Sesto Campano e Vastogirardi della provincia di Isernia

## Sport

### Calcio a 5
• Virtus Prenestino